# Context (mycologie)
Context is een verzamelnaam voor de hyfen (schimmeldraden) zonder functie bij de verbreiding van een schimmel (zwam).
De weefsels in het vruchtlichaam van een zwam of schimmel worden ingedeeld naargelang ze al dan niet een functie hebben bij de voortplanting van de soort. Het hymenium is de vruchtbare laag die de basidiën of sporenzakjes bevat. Alle andere weefsels tezamen noemt men de context van de paddenstoel. Deze andere weefsels geven bijvoorbeeld structuur aan de zwam of staan in voor het transport van allerlei metabolieten doorheen de zwam. Wanneer men de context microscopisch bestudeert, spreekt men van trama.